# Автомагістраль А4 (Франція)
Автомагістраль A4, також відома як autoroute de l'Est (англ. Motorway of the East), це французький автошлях, який простягається на 482 кілометри між містами Париж і Страсбург. Він є частиною європейських маршрутів E25 і E50. Це друга за довжиною автотраса Франції після A10.
Його будівництво почалося в 1970-х роках поблизу Парижа. Перша ділянка між Паризьким Порт-де-Берсі та Жоанвіль-ле-Пон була відкрита в 1974 році з однією проїжджою частиною. У 1975 році була додана друга проїжджа частина, а наступні ділянки між Жоінвілем і Мецом були відкриті в 1975 і 1976 роках. Колишні автомагістралі A32 і A34 були інтегровані в A4 у 1982 році.

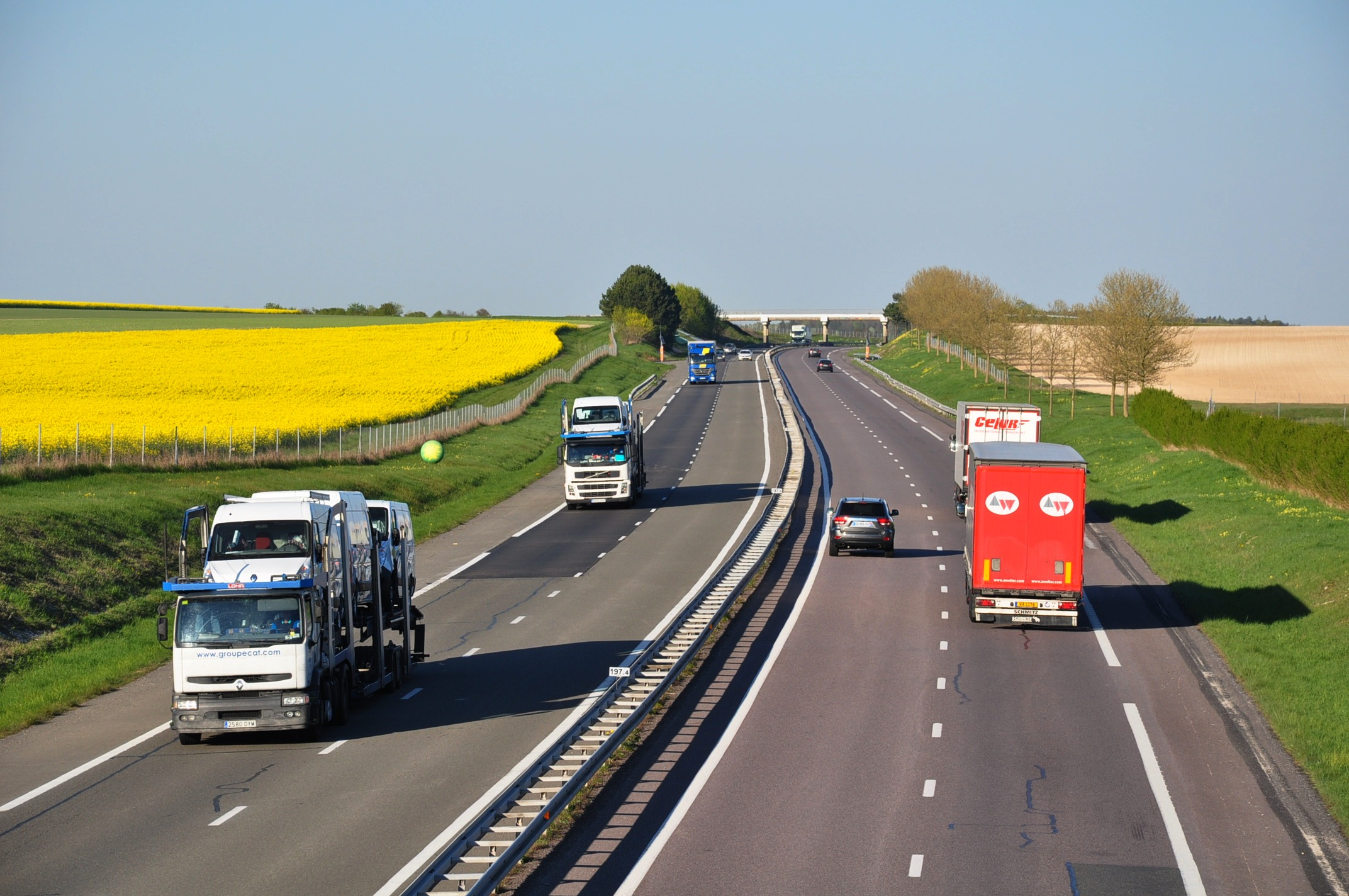
A4 біля Ова в департаменті Марна.

З Парижа автотраса проходить повз нове місто Марн-ла-Валле та паризький Діснейленд. Він продовжує свій шлях до деяких великих міст північного сходу Франції, включаючи Реймс і Мец, а потім закінчується в Страсбурзі. Місцеві дороги забезпечують сполучення з південною Німеччиною.
Її найзахідніша частина між Périphérique та кільцевою дорогою A86 у Парижі вважається однією з найбільш завантажених ділянок дороги в Європі, де в 2002 році було зафіксовано 257 000 автомобілів на день.

## Історія
|                  |                  |                              |                                               |
| Кінцевий сегмент | Кінцевий сегмент | Рік будівництва              | Примітки                                      |
| Порт де Берсі    | Сен-Моріс        | 1974 (перша проїзна частина) |                                               |
| Порт де Берсі    | Сен-Моріс        | 1974 (друга проїзна дорога)  |                                               |
| Сен-Моріс        | Жуанвіль-ле-Пон  | 1974 (перша проїзна частина) |                                               |
| Сен-Моріс        | Жуанвіль-ле-Пон  | 1975 (друга проїзна дорога)  |                                               |
| Жуанвіль         | Кутевру          | 1976 рік                     |                                               |
| Кутевру          | Bouleurs         | 1975 рік                     |                                               |
| Bouleurs         | Шато-Тьєррі      | 1976 рік                     |                                               |
| Шато-Тьєррі      | Tinqueux         | 1975 рік                     |                                               |
| Tinqueux         | Les Islettes     | 1976 рік                     |                                               |
| Les Islettes     | А31              | 1975 рік                     |                                               |
| А31              | Мец (схід)       | 1976 рік                     |                                               |
| Мец (схід)       | Мерлебах         | 1971 рік                     | раніше А32                                    |
| Мерлебах         | Мундольсхайм     | 1976 рік                     |                                               |
| Мундольсхайм     | Страсбург        | 1972 рік                     |                                               |
| Ормс             | Таїсі            | 2010 рік                     | Південний обхід Реймса / замінює стару дорогу |